# Nadezhdinsky (huyện)
Huyện Nadezhdinsky (tiếng Nga: ? райо́н) là một huyện hành chính tự quản (raion), của Vùng Primorsky, Nga. Huyện có diện tích 1617 km², dân số thời điểm ngày 1 tháng 1 năm 2000 là 42700 người. Trung tâm của huyện đóng ở Volno-Nadezhdenskoye.